# Shōkei Matsui
Shōkei Matsui (jap. 松井章圭 Matsui Shōkei; także Matsui Akiyoshi; ur. 15 stycznia 1963) – japoński (pochodzenia koreańskiego) karateka stylu kyokushin, dyrektor organizacji IKO 1 (International Karate Organization).

## Życiorys
Posiadacz stopnia 8 dan. Trening karate rozpoczął w wieku 13 lat. W 1976 zdobył stopień shodan. W wieku 17 lat zdobył 4. miejsce 12. Otwartych Mistrzostwach Karate Japonii. W latach 1985 i 1986 wygrał Mistrzostwa Japonii.
W 1986 r. przeszedł pomyślnie test 100 kumite, walcząc po kolei ze stu przeciwnikami bez wyraźnej porażki. Uzyskał najwyższy w historii tego testu procent zwycięstw wygranych przez ippon (nokaut). W 1987 r. został najmłodszym w historii mistrzem świata kyokushin karate, pokonując w półfinale Anglika Michaela Thompsona, a w finale - późniejszego mistrza popularnych turniejów K-1 – Andy Huga ze Szwajcarii. Po zdobyciu tytułu mistrza świata, zgodnie z nieoficjalnym zwyczajem panującym w karate kyokushin, zakończył karierę zawodnika w wieku zaledwie 23 lat.
Po śmierci założyciela stylu kyokushin – Masutatsu Ōyamy w 1994 r., zgodnie z postanowieniami jego testamentu został prezydentem Międzynarodowej Organizacji Karate (IKO), która wkrótce z powodu niejednoznacznych sytuacji prawnych rozpadła się na kilka organizacji (IKO1, IKO2, IKO3, itp.). Shōkei Matsui pozostał prezydentem (kancho) organizacji IKO1.
Reprezentantem kierowanej przez Matsui organizacji w Polsce był do 10 sierpnia 2010 shihan Andrzej Drewniak.